# Irene Solà
Irene Solà Sáez (Malla,17 augustus 1990) is een Catalaanse schrijfster en kunstenares. Ze heeft haar werk tentoongesteld in het CCCB in Barcelona en in de Whitechapel Gallery in Londen.
Ze heeft een graad in de beeldende kunsten aan de Universiteit van Barcelona en een master in literatuur, film en visuele cultuur aan de Universiteit van Sussex. Haar eerste dichtbundel, Bestia (Galerada, 2012) won de Amadeu Oller Prijs. Haar eerst roman, Els dics (De dammen, L’Altra Editorial, 2018) won de Documenta Prijs  en zij verkreeg hierdoor een beurs voor een literaire creatie van het Catalaans Departement van Cultuur. In 2018 was zij “writer in residence” aan het Alan Cheuse International Writers Center van de George Mason Universiteit (Virginia, USA) en in 2019 was zij geselecteerd in de Art Omi: Writers Ledig House programma (New York)
In 2019  won zij de Premi Llibres Anagrama de Novella met Canto jo i la muntanya balla (Ik zing en de berg danst). In datzelfde jaar ontving zij ook  de Núvol Prijs en de Cálamo Prijs voor de Spaanse Editie van het boek. In 2020 won zij de Literatuurprijs van de Europese Unie en de Maria Àngels Anglada Prijs. In 2022 stond het boek op de shortlist van de Oxford-Weidenfeld Translation Prize.

## Werken

### Romans
- Canto jo i la muntanya balla (Barcelona: Anagrama, 2019)
  - Ik zing en de berg danst, vertaald door Frans Oosterholt (Nobelman 2021)
- Els dics (L'Altra Editorial, 2018)

- Et vaig donar ulls i vas mirar les tenebres (Barcelona: Anagrama, 2023)
  - Ik gaf je ogen en je keek in de duisternis, vertaald door Adri Boon (Cossee 2024)

### Dichtbundels
- Bèstia (Galerada, 2012)

Dit artikel of een eerdere versie ervan is een (gedeeltelijke) vertaling van het artikel Irene Sola op de Engelstalige Wikipedia, dat onder de licentie Creative Commons Naamsvermelding/Gelijk delen valt. Zie de bewerkingsgeschiedenis aldaar.
- Biblioteca Nacional de España: XX1746275
- Bibliothèque nationale de France: cb17843882f (data)
- Catàleg d'autoritats de noms i títols de Catalunya: 981058517893206706
- Gemeinsame Normdatei: 1191506681
- International Standard Name Identifier: 0000 0003 9312 8240
- Library of Congress Control Number: no2013029458
- Nationale Bibliotheek van Tsjechië: jo20191050061
- Nederlandse Thesaurus van Auteursnamen: 434284777
- Istituto Centrale per il Catalogo Unico: RAVV695331
- Système universitaire de documentation: 231664168
- Virtual International Authority File: 287315888
- WorldCat: E39PBJbMcQ98m9BkyCQDHyXfMP